# Jože Pfeifer
Jože Pfeifer, slovenski zdravnik in zgodovinar, * 23. november 1919, Ljubljana, † 24. februar 1991, Idrija.

## Življenje in delo
Rodil se je v družini majorja starojugoslovanske vojske Josipa in poštne uradnice Ane Pfeifer rojene Hodnik. Ljudsko šolo je obiskoval v Zagrebu, gimnazijo pa v Ljubljani, kjer je leta 1938 tudi maturiral. Po maturi se je vpisal na Pravno fakulteto v Ljubljani, končal dva letnika, 1940 pa prepisal na medicinsko fakulteto. Po okupaciji je študij  medicine nadaljeval na Univerzi v Gradcu. Pred koncem študija je bil mobiliziran v nemško vojsko in spomladi 1945 na češkem prišel v ameriško ujetništvo. Po osvoboditvi mu nova jugoslovanska oblast ni priznala prejšnjega študija, zato je moral ponoviti vse letnike medicine. Po diplomi 1951 se je leta 1953 kot splošni zdravnik zaposlil v Cerknem. Tu je ostal vse do odhoda v Idrijo (1959). V Idriji je bil šest let (1959-1965) direktor zdravstvenega doma. Leta 1965 se je zaposlil v Psihiatrični bolnišnici Idrija in 1971 opravil specialistični izpit iz nevropsihologije ter nato delal v psihiatriji vse do upokojitve 1983. Poleg redne službe se je veliko ukvarjal tudi z zdravstveno higiensko prosveto in preventivo; pogosto predaval po šolah ter vrsto let pomagal organizaciji Rdečega križa. Malo pred smrtjo je prejel najvišje priznanje Slovenskega zdravniškega društva.
V Idriji se je vsa leta dejavno vključeval v javno, zlasti društveno in kulturno življenje, predvsem kot zunanji muzejski in arhivski svetovalec. Na pobudo Mestnega muzeja Idrija in Raziskovalne skupnosti je iz nemščine prevedel dve temeljni deli za spoznavanje starejše zgodovine idrijskega rudnika (Johann Jacob Ferber: Beschreibung des Quecksilber-Bergwerks zu Idria in Mittel-Krein, Berlin 1774 ter Balthasar Hacquet: Oryctographia Carniolica oder Physikalische Erdbeschreibung des Herzogthums Krain, Istrien und zum Thiel der benachtbarten Länder, Thail II, Leipzig 1781). Bil je tudi med najvidnejšimi pisci in člani uredniškega odbora revije in zbornika Idrija ter soustvarjalec ciklusa predavanj Muzejski večeri, ki jih je vrsto let organiziral Mestni muzej Idrija. Mestni muzej je leta 1989 tudi izdal njegovo knjigo Zgodovina idrijskega zdravstva : zdravstveno in socialno varstvo idrijskih rudarjev v preteklih stoletjih,  (COBISS) ki v sintetični obliki podaja zanimivo in zapleteno idrijsko socialno in zdravstveno problematiko od začetka 16. stoletja do 1. svetovne vojne.  Njegova bibliografija obsega 11 zapisov.